# Lista de bens tombados no Rio de Janeiro (cidade)
A lista de bens tombados da cidade do Rio de Janeiro reúne itens do patrimônio cultural e histórico do Rio de Janeiro separados por regiões administrativas e estão disponíveis em páginas específicas. Os atos de promoção e proteção desses patrimônios a nível municipal é de responsabilidade do Instituto Rio Patrimônio da Humanidade (IRPH), antiga Subsecretaria do Patrimônio Cultural, Intervenção Urbana, Arquitetura e Design (SUBPC). Os tombamentos estaduais foram realizados pelo Instituto Estadual do Patrimônio Cultural (INEPAC). Algumas construções são também reconhecidas pelo IPHAN, no contexto de preservação do patrimônio cultural e histórico brasileiro.

## Centro
Para não tornar esta página demasiado pesada, o patrimônio histórico registrado nos bairros da zona central da cidade do Rio de Janeiro foi transcluído para uma lista própria.

## Zona Sul
Para não tornar esta página demasiado pesada, o patrimônio histórico registrado nos bairros da zona sul da cidade do Rio de Janeiro foi transcluído para uma lista própria.

## Zona Norte
Para não tornar esta página demasiado pesada, o patrimônio histórico registrado nos bairros da zona norte da cidade do Rio de Janeiro foi transcluído para uma lista própria.

## Zona Oeste
Para não tornar esta página demasiado pesada, o patrimônio histórico registrado nos bairros da zona oeste da cidade do Rio de Janeiro foi transcluído para uma lista própria.